# Maria vom Frieden (St. Bäumel)

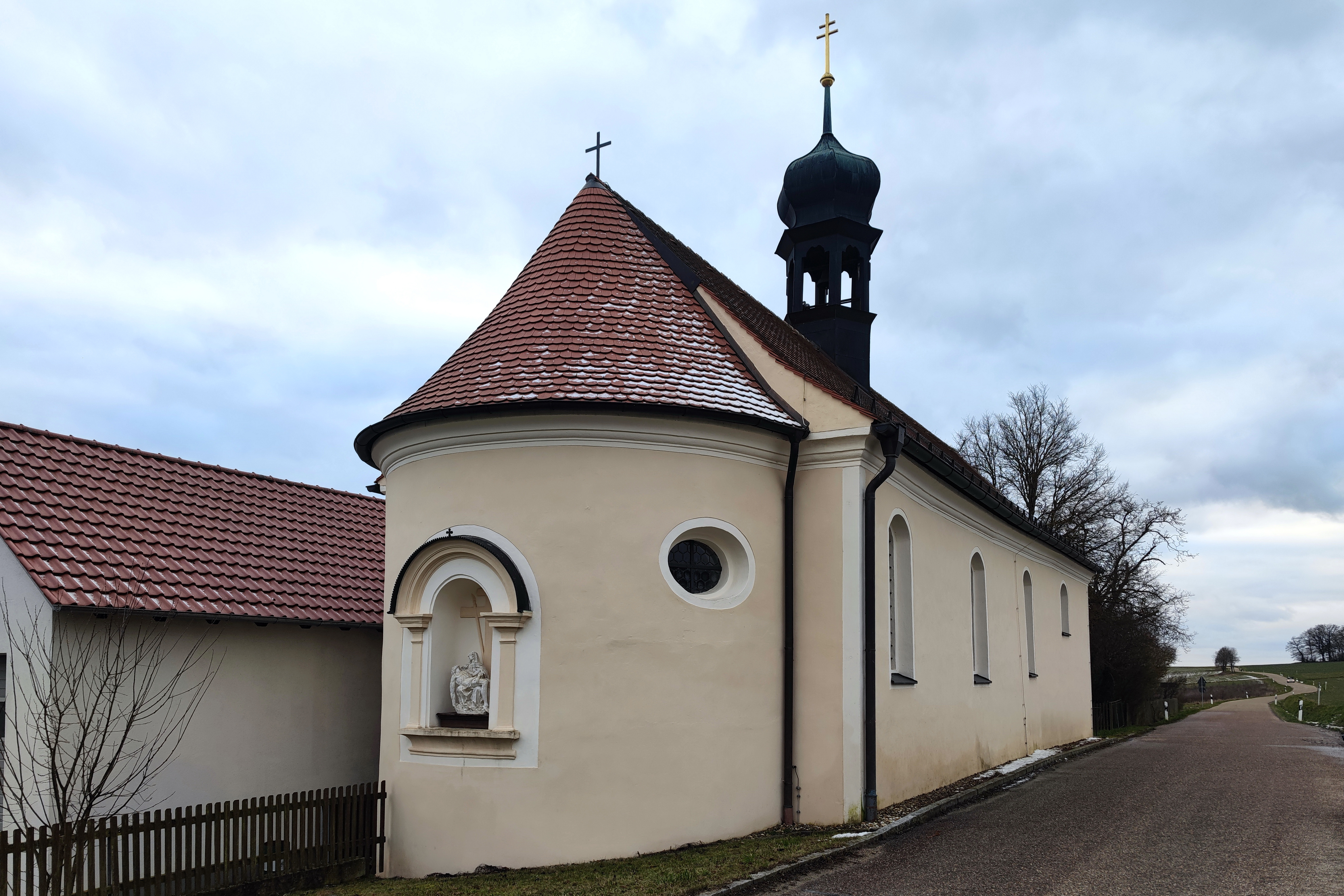
Wallfahrtskirche Maria vom Frieden in Sankt Bäumel

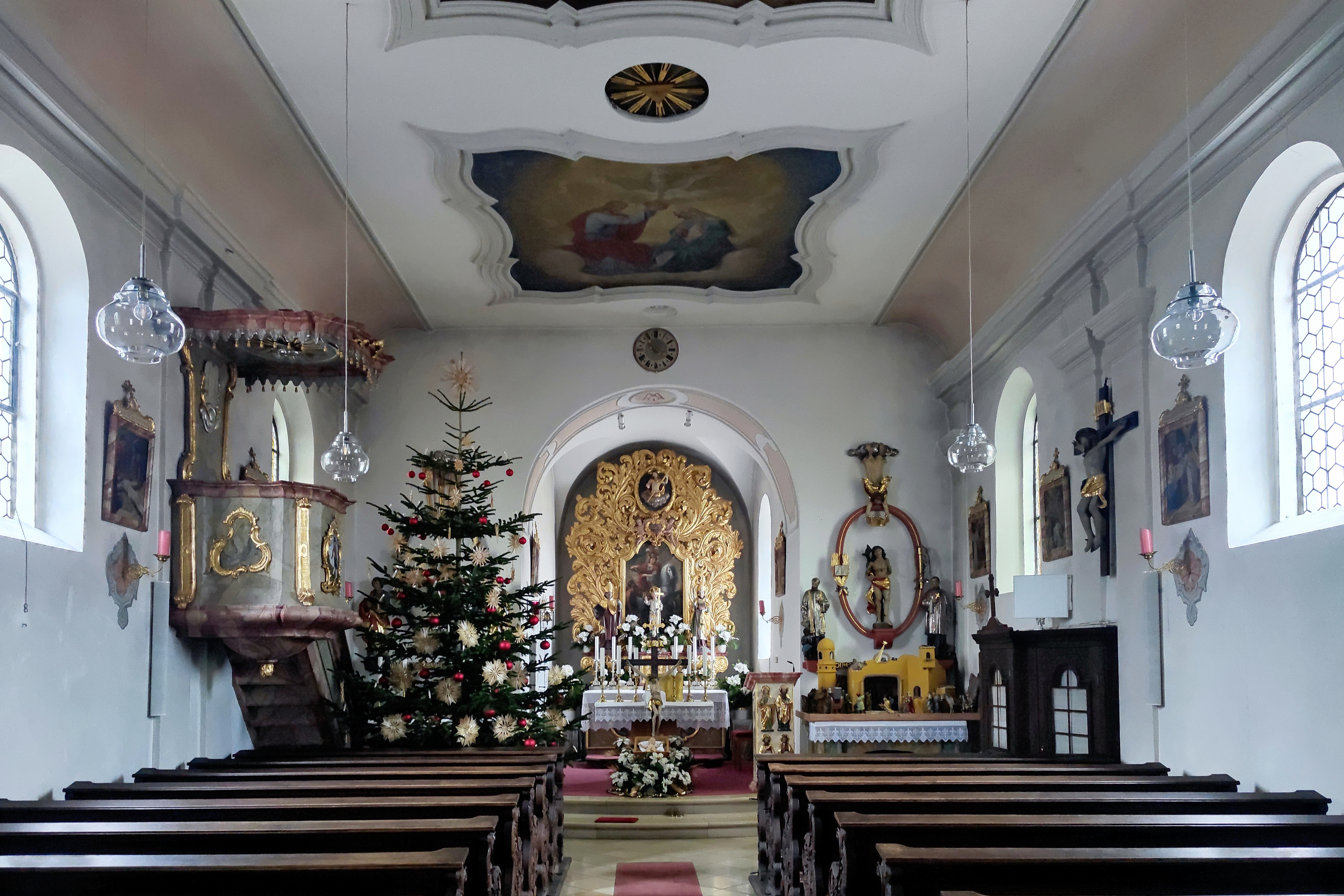
Wallfahrtskirche Maria vom Frieden: Innenraum

Die römisch-katholische, denkmalgeschützte Wallfahrtskirche Maria vom Frieden steht in Sankt Bäumel, einem Gemeindeteil der Gemeinde Thalmassing im Landkreis Regensburg der Oberpfalz. Sie ist dem Bistum Regensburg zugeordnet. Das Bauwerk ist unter der Denkmalnummer D-3-75-205-12 als Baudenkmal in die Bayerische Denkmalliste eingetragen.

## Beschreibung
Die traufständige Saalkirche wurde 1706 erbaut. Sie besteht aus einem Langhaus, dessen westlicher Teil aus älterer Bausubstanz besteht, und einem eingezogenen, halbrund geschlossenen Chor im Osten. Aus dem Satteldach des Langhauses erhebt sich ein offener, mit einer Zwiebelhaube bedeckter Dachreiter, in dem eine Kirchenglocke hängt.
Die im Innenraum des Chors am Anfang des 18. Jahrhunderts untergebrachte steinerne Pietà stammt aus der Klosterkirche Regensburg. Zur Kirchenausstattung gehört ein Hochaltar, auf dessen Altarretabel die Unbefleckte Empfängnis dargestellt ist.